# Верхівня
Верхі́вня — село в Україні, у Ружинській селищній територіальній громаді Бердичівського району Житомирської області. Кількість населення становить 1 074 особи. У 1866—1923 роках — адміністративний центр колишньої Верхівнянської волості, у 1923—2020 роках — центр колишньої однойменної сільської ради.

## Загальна інформація
Розташоване за 30 км від Бердичева, за 18 км на північний схід від Ружина та 18 км від найближчої залізничної станції Брівки, на річці Постіл (Верховенка).

## Населення
У 1863 налічувалося 1 274 жителі, з них 1 148 православних, 50 католиків та 76 юдеїв, у другій половині 19 століття — 1 227 осіб.
За довідником 1885 року в селі мешкало 1 436 осіб, налічувалося 222 дворових господарства. Наприкінці 19 століття кількість населення становила 2 232 особи, з них чоловіків — 1 150 та 1 083 жінки, дворів — 347.
Відповідно до результатів перепису населення Російської імперії 1897 року, загальна кількість мешканців села становила 2 440 осіб, з них: православних — 2 068, юдеїв — 316, чоловіків — 1 211, жінок — 1 229.
Відповідно до перепису населення СРСР 17 грудня 1926 року, чисельність населення становила 2 738 осіб, з них 1 316 чоловіків та 1 422 жінки; етнічний склад: українців — 2 595, росіян — 10, євреїв — 120, поляків — 10, інших — 3. Кількість домогосподарств — 614, з них несільського типу — 42.
На початок 1970-х років село мало 594 двори із населенням 2 056 осіб.
Відповідно до результатів перепису населення СРСР, кількість населення, станом на 12 січня 1989 року, становила 1 457 осіб. Станом на 5 грудня 2001 року, відповідно до перепису населення України, кількість мешканців села становила 1 074 особи.

### Мова
Розподіл населення за рідною мовою за даними перепису 2001 року:
| Мова       | Відсоток |
| ---------- | -------- |
| українська | 99,35 %  |
| російська  | 0,47 %   |
| молдовська | 0,09 %   |

## Історія
На околиці села виявлено давньоруський курганний могильник. Вперше згадується у 1600 році. Час заснування — 1600 рік. У 1600 році — власність Ядвіґи Фальчевської княгині Ружинської. 10 жовтня 1604 року у селі зупинялося українсько-польське військо, яке 20 червня 1605 року захопило Москву. У 1607 та 1609 роках належало князеві Романові Ружинському. Згадується у документах Житомирського гродського суду у 1609 та 1611 роках, у справах про заставу села та постої жовнірів. У 1613 році — власність княгині Софії Ружинської. У 1618 році поміщик Стрибель скаржився на селян з Верхівні, котрі пограбували його маєток. Відповідно до реєстру податків Київського воєводства, з 1628 року село належало до Самуеля Тучапського, який платив від 3 димів, 6 городників, млину та попа. Під час Хмельниччини селом володів паволоцький полковник Іван Миньківський. У 1657 році Богдан Хмельницький спеціальним універсалом закріпив село за нащадками Миньківського. За Андрусівським перемир'ям 1667 року село залишилося у складі Речі Посполитої і, разом з навколишніми селами, стало власністю князя Любомирського. Згадується у люстрації Київського воєводства 1754 року як власність Скорупки, мало 47 дворів, сплачувало 7 злотих і 9 грошів до замку та 29 злотих і 6 грошів до скарбу.

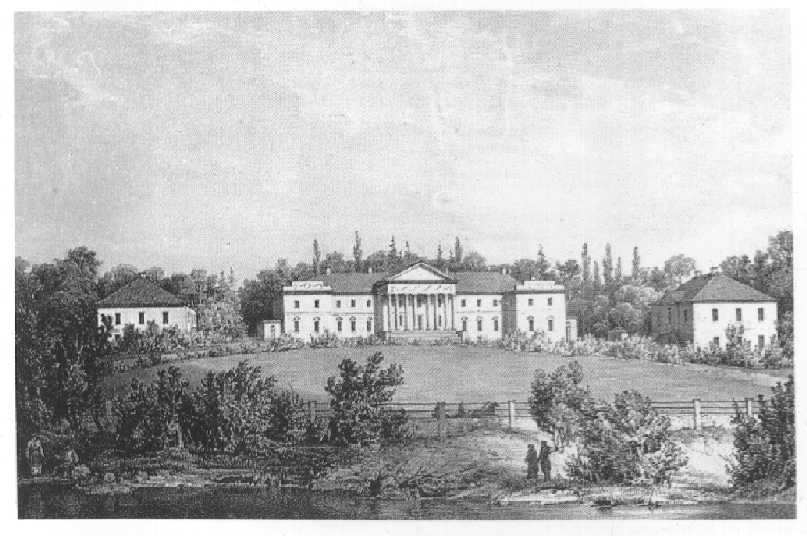
Наполеон Орда. Верхівня, 1860

У 1728 році збудовано парафіяльну церкву, про що свідчить запис у візитації Паволоцького деканату від 1741 року. Там же значиться і кількість дворів на той час — 57. На початку 18 століття Верхівня, з навколишніми селами, належала до маєтку Любомирських: у 1729 році — Юрія Любомирського, згодом, послідовно, Йосипа, Станіслава та Каспера. Біля 1780 року від Каспера Любомирського маєток придбав Іван, після Івана він перейшов до Вацлава Ганського, батька Ганни Мнішек. У 1810 році В. Ганський збудував на поміщицькому дворі кам'яну римо-католицьку каплицю.
На початку 19 століття у селі засновано суконну фабрику, 1836 році на ній працювали 328 працівників. Для роботи на фабриці поміщик Ганський у 1833 році переселив 55 селянських родин із Горностайпільського ключа Радомисльського повіту. У 1836 році на сільськогосподарських роботах були зайняті 1 031 душ кріпаків. Починаючи з 1837 року, в селі відбувалися ярмарки — спочатку щотижня, згодом — через два тижні.
У 1847 році до села приїхав Оноре де Бальзак, який був знайомий із вдовою графа В. Ганського Евеліною. У Верхівні він працював над драмою «Мачуха» та повістю «Утаємничений», рукопис якої підписано «Верхівня, Україна, грудень 1847 р.». Також тут написано його «Лист про Київ». Після виїзду до Франції 2 лютого 1848 році, Бальзак повернувся у вересні того ж року для одруження з Евеліною Ганською. У травні 1850 року, після березневого вінчання у Бердичеві, подружжя назавжди виїхало до Парижа.
У середині 19 століття — село Сквирського повіту Київської губернії, на річці Верховенка, що впадає за 3 версти від Трубіївки до Роставиці, за 26 верст від Сквири. За 2 версти на південь розміщувалася крута гора, яку називали Королихою. За переказами місцевих жителів під горою колись відбулася битва між невідомими королем та королевою, котру виграла королева. У селі розміщувалася головне управління маєтку у Сквирському повіті, що від 1847 року належав Ганні Мнішек (до шлюбу Ганська). Всього маєток налічував 20 986 десятин землі та 3 035 ревізьких душ чоловічої статі. До маєтку входили Верхівня, Мусіївка, Бистріївка, Крилівка, Борщагівка, Скибинці, Кур'янці, Мармуліївка, Капустинці, Княжа та Чепіжинці. У 1832 році церкву піднято на кам'яний фундамент, покрито бляхою та пофарбовано. При церкві було 45 десятин землі. Від середини 19 століття містечко перейшло до графів Жевуських. На той час налічувалося 349 дворів та 2 384 жителі. У 1861 році для викупу селянами відвели 1 319 десятин землі за 35 тис. рублів, які мали бути сплачені за 49 років. У 1866 році містечко стало центром новоутвореної Верхівнянської волості Сквирського повіту.
За довідником 1885 року — колишнє власницьке село Верхівнянської волості Сквирського повіту Київської губернії, за 27 верст від Сквири, на річці Верші. Були волосне правління, церковна парафія, католицька каплиця, школа, 3 заїзди, винокурня.
Наприкінці 19 століття — власницьке село Верхівнянської волості Сквирського повіту Київської губернії. Відстань до повітового центру, м. Сквира — 25 верст, до найближчої залізничної станції Бровки, де розміщувалася також поштово-телеграфна станція — 15 верст. Поштова казенна станція розміщувалася в Ружині, поштова земська — у Верхівні. Основним заняттям мешканців було хліборобство, крім того селяни підробляли в Києві, Одесі та на залізниці. У селі числилося 2 800 десятин землі, з них 1 519 десятин належало поміщикам, 1 281 десятина — селянам (215 осіб), церкві — 45 десятин. Селом володів Адам Жевуський, господарство вів орендатор Едуард Легоцький, господарював за трипільною сівозміною. В селі була православна церква, каплиця, синагога, церковно-парафіяльна школа, винна лавка, три водяні млини. Пожежна команда мала 1 помпу, 5 діжок та 4 багри.
У червні 1906 року відбувся антивладний виступ селян. У 1912 році з 444 селянських господарств 100 були безземельними або мали менше однієї десятини землі, 95 — мали від 1 до 2, 80 — від 2 до 3 десятин. Малоземельні господарства становили 61,9 % від загальної кількості. З 275 малоземельних господарств 143 не мали худоби.
У 1923 році включене до складу новоствореної Верхівнянської сільської ради, яка, 7 березня 1923 року, увійшла до складу новоутвореного Ружинського району Бердичівської округи; адміністративний центр ради. Відстань до районного центру, містечка Ружин — 15 верст, до окружного центру у Бердичеві — 60 верст, до найближчої залізничної станції, Бровки — 15 версти.
У серпні 1921 року в селі відкрито агрошколу, яку 1932 року реорганізовано в технікум. 1925 року відкрито семирічну школу, яку, у 1935 році, перетворено на середню школу. 22 жовтня 1923 року в селі організовано ТСОЗ «Червоний хлібороб», 1924 року виникло ще одне колективне господарство. 1929 року створено колгосп «Червоний хлібороб». 13 лютого 1935 року, село, в складі сільської ради, передане до Вчорайшенського району Київської області.
На фронтах німецько-радянської війни воювали 313 селян, 148 з них загинули. На їх честь у селі споруджено обеліск Слави.
В радянські часи в селі розміщувалася центральна садиба колгоспу, який обробляв 4 226,7 га земель, з них 3 306,7 — рілля. Село газифіковане, були універмаг, їдальня, поштове відділення, побутовий комбінат, лікарня, аптека, дитячі ясла та садок, два клуби, три бібліотеки, середня школа, сільськогосподарський технікум. У 1959 році в одній із кімнат технікуму, де колись жив Бальзак, створено меморіальну експозицію, на будівлі встановлено меморіальну дошку.
28 листопада 1957 року, внаслідок ліквідації Вчорайшенського району, село передане до складу Ружинського району, 30 грудня 1962 року — до складу Попільнянського району, 4 січня 1965 року повернуте до складу відновленого Ружинського району Житомирської області.
2005 року у Андрушівській астрономічній обсерваторії відкрито астероїд головного поясу, який було названо на честь села — 155116 Верхівня.
12 червня 2020 року, відповідно до розпорядження Кабінету Міністрів України № 711-р від 12 червня 2020 року «Про визначення адміністративних центрів та затвердження територій територіальних громад Житомирської області», територію та населені пункти Верхівнянської сільської ради Ружинського району включено до складу Ружинської селищної територіальної громади Бердичівського району Житомирської області.

## Музеї, пам'ятки
- Літературно-меморіальний музей Оноре де Бальзака[16].
- Верхівнянський парк
- Маєток Ганських
- Пам'ятник Оноре де Бальзаку та його дружині Евеліні Ганській[17].

## Відомі люди
- Коган Костянтин Єфремович (1911—?) — український звукооператор.
- Паламарчук Леонід Сидорович (1922—1995) — український науковець-мовознавець, лексиколог, лексикограф, доктор філологічних наук. Закінчив середню школу села Верхівня.
- Хрущ Сергій Юрійович (1975—2014) — молодший сержант Збройних сил України, учасник війни на сході України, Герой України.